# Trachea tokiensis
Trachea tokiensis là một loài bướm đêm trong họ Noctuidae.